# Vršovický skanzen

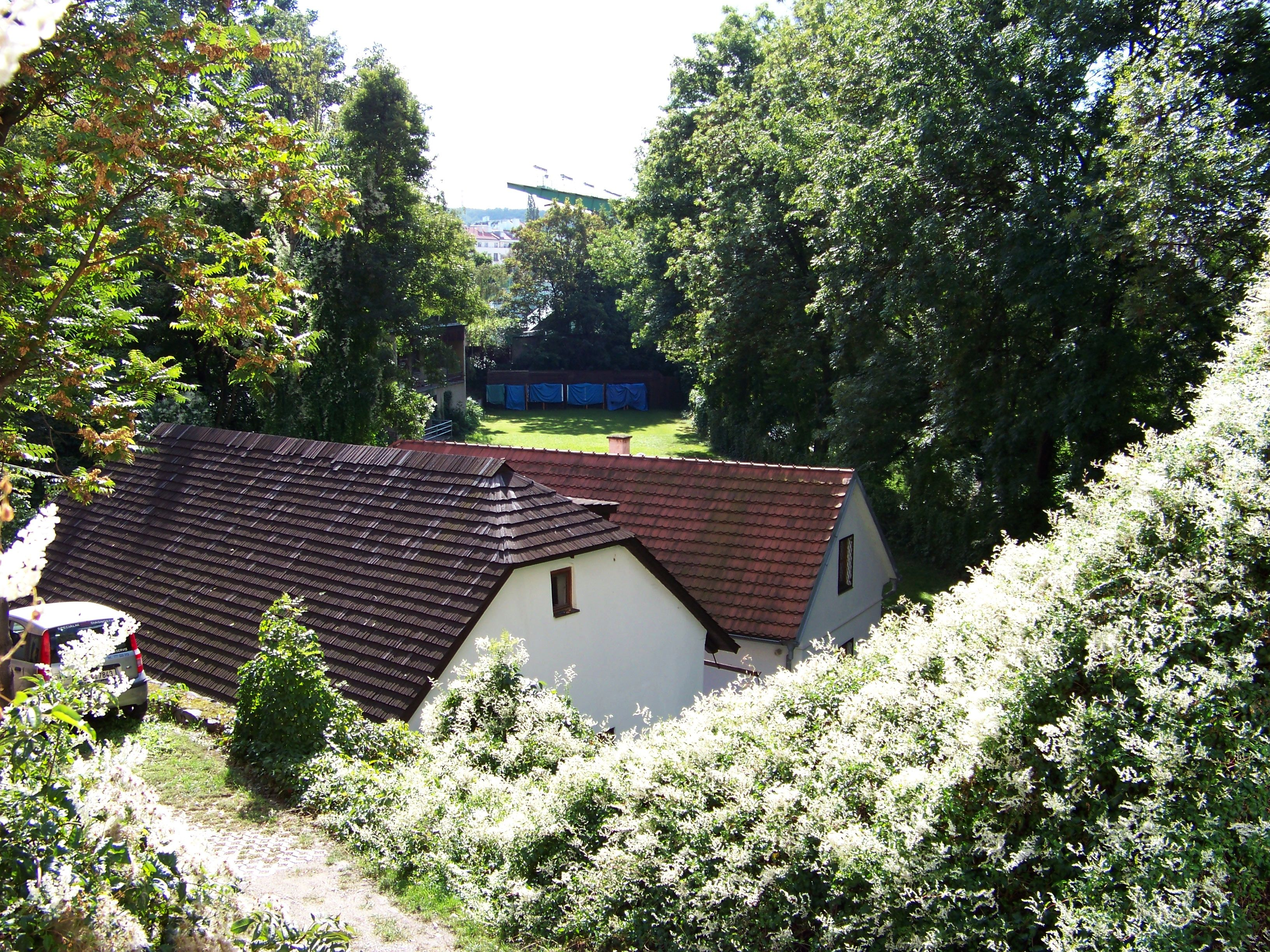
Domky čo. 8 a 10

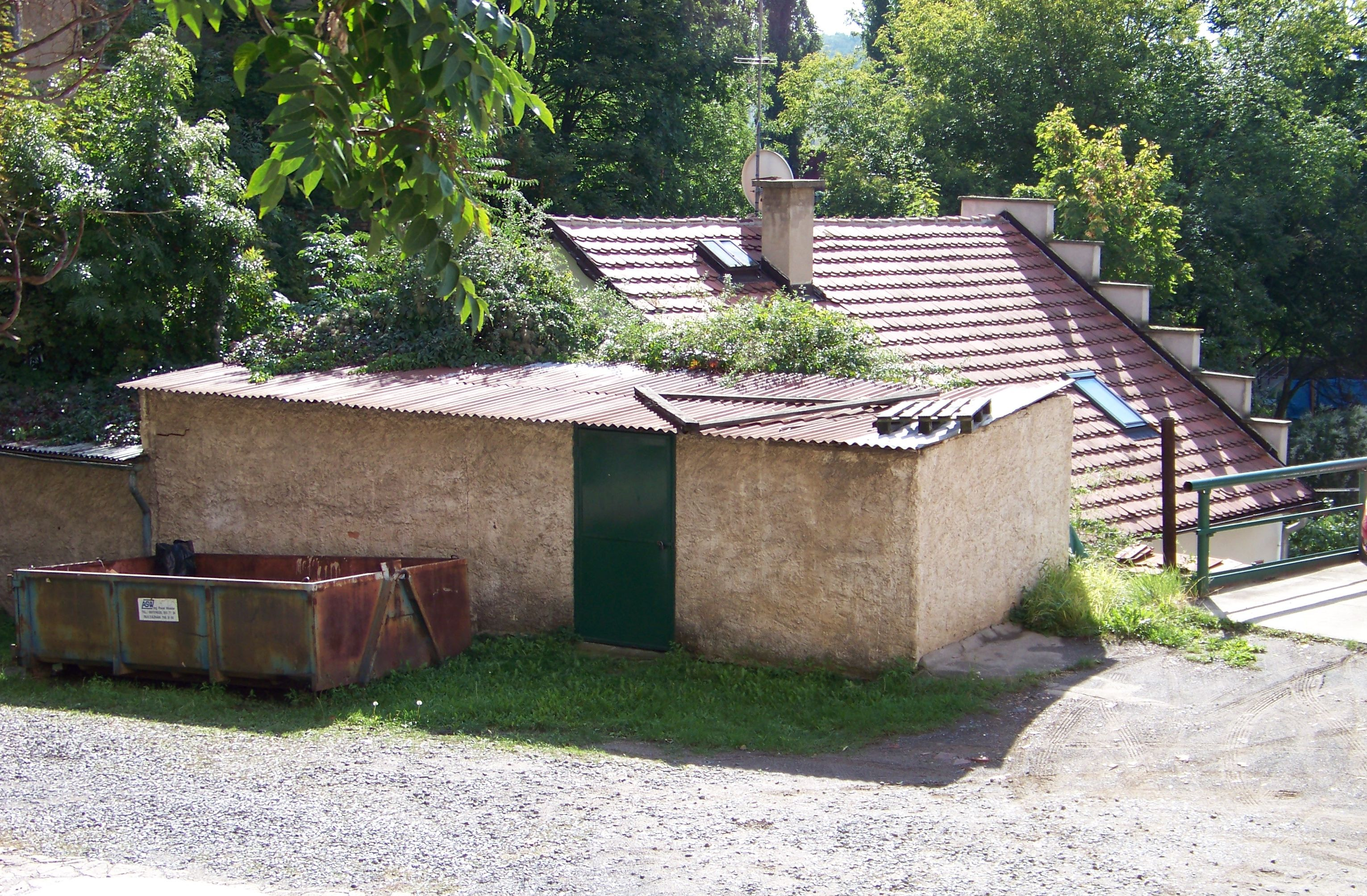
Domek čo. 6 (budova více vzadu)

Vršovický skanzen (vršovické domky) je skupinka tří domků ve starých Vršovicích v Praze, v údolí Botiče, adresou přiřazených k ulici Pod stupni (čp./čo. 144/6, 11/8, 59/10), v bývalém centru vršovické vsi. Jsou zbytkem původní venkovské zástavby údolí Botiče chalupami a usedlostmi, jejich vznik je datován počátkem 19. století a obdobím klasicismu. Domky jsou jednotlivě chráněny jako kulturní památky (dům čp. 144 od 23. listopadu 1990, čp. 11 od 26. března 1991, čp. 59 od 6. dubna 1992), spadají též do městské památkové zóny Vinohrady, Žižkov, Vršovice, ustanovené 28. září 1993.
Všechny tři domky vlastní tatáž soukromá osoba, živnostník a podnikatel v oboru reklamních, zábavních a rekreačních činností s trvalým pobytem na Vinohradech. V domcích sídlí několik obchodních společností, v nichž má majitel účast, např. CZECHCOPTER s.r.o. (v čp. 144, dříve MK90 s.r.o.), Springfield Stars a.s. (v čp. 144), Filon s.r.o. (v čp. 11) a ETWin a.s. (v čp. 59), EDWARD TOMAS PRODUCTION s.r.o. (v čp. 59).
Nový majitel domky po částečné rekonstrukci roku 1994 z bezpečnostních důvodů oplotil. Nyní tedy nejsou veřejně přístupné a z veřejných prostranství (ulice Pod stupni) jsou viditelné jen letmými průhledy, potok Botič přiléhající z druhé strany je v těchto místech nepřístupný, na druhém břehu se nachází rovněž památkově chráněná vila Jitřenka. Na východní straně s areálem sousedí vršovická sokolovna. Nedaleká lokalita Vršovická stráň (okolí Smolenské ulice) je dalším pozůstatkem domkářské zástavby, tamější domky však kulturními památkami vyhlášeny nebyly.

## Pod stupni 144/6
Přízemní (dle jiného zdroje patrový) klasicistní domek zlidovělého charakteru s trojosým průčelím ukončeným stupňovitým štítem a sedlovou střechou pochází z roku 1854, klasicistní fasáda byla koncem 19. století novogoticky upravena. Prostřední okno ve štítové straně bylo později zazděno, dvě krajní okna byla novodobě upravována. Z podkrovního prostoru vedou do štítové zdi tři půlkruhově uzavřená okénka, na místě prostředního byla dříve nika pro sošku. Původně byl dům rozdělený na čtyři shodné prostory, z nichž jeden vyplňovalo jednoramenné schodiště. Obě patra o stejné dispozici, obsahující dva pokoje a kuchyň, měla ploché stropy. Interiér je novodobě přestavěn, místnosti mají plochý strop. V roce 1994 byl domek celkově přestavěn podle návrhu architekta Sedláčka a průčelí je dnes zakončené stupňovitým štítem, připomínajícím cimbuří.
Od 23. listopadu 1990 je chráněn jako kulturní památka.

## Pod stupni 11/8
Domek lidového charakteru vznikl počátkem 19. století patrně přestavbou staršího objektu. Má zvýšené přízemí, pod nímž je nízký sklep s valenou klenbou. Vnější schodiště ústí na dřevěnou pavlač. Sedlová střecha s vikýři překrývá i pavlač a je kryta štípaným šindelem, je jedinou dochovanou šindelovou střechou v Praze 10. Jsou v něm dva obytné pokoje a kuchyň. Koncem 30. let 20. století zde byla soustružnická dílna. Od roku 1976 se uvažovalo dokonce o demolici objektu kvůli rozšíření fotbalového hřiště, ale plán nebyl uskutečněn. V letech 1991–⁠1992 byl dům rekonstruován.
Od 26. března 1991 je chráněn jako kulturní památka.
V roce 1827 zdědil tento dům Petr Michek, po svém otci Josefovi, tesaři odtud. Domek byl prošacován za 335 rýnských zlatých.

## Pod stupni 59/10
Malý přízemní klasicizující nepodsklepený domek lidového typu s hladkou fasádou s výraznou vyloženou římsou pochází z počátku 19. století, z trojice domků leží nejblíže Botiči, před jeho regulací stával přímo na jeho břehu. Dochovaly se plány z roku 1890, kdy stavitel Josef Jauris zvýšil stropy. V domě byly dva pokoje, chlév a komora. V roce 1905 byla přistavěna konírna a kůlna. Při rekonstrukci v roce 1994 získal dům novou valbovou střechu s vikýři.
Od 6. dubna 1992 je chráněn jako kulturní památka.